# Kenneth Macgowan
Pour les articles homonymes, voir McGowan.
Kenneth Macgowan (parfois crédité Kenneth MacGowan) — né le 30 novembre 1888 à Winthrop (Massachusetts), mort le 27 avril 1963 à Los Angeles (quartier de West Los Angeles, Californie) — est un producteur de théâtre, metteur en scène et producteur de cinéma américain.

## Biographie

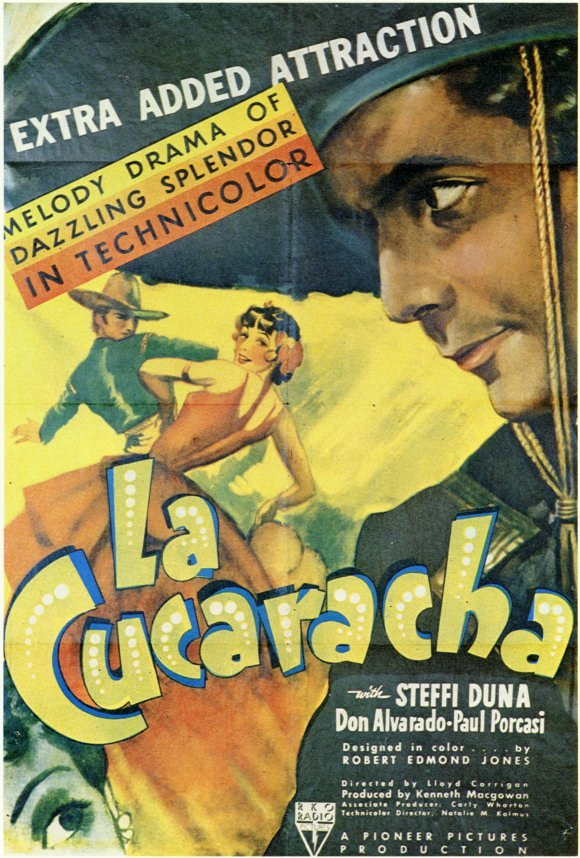
Poster de La Cucaracha (1934)

À Broadway (New York), Kenneth Macgowan devient producteur de théâtre associé à Eugene O'Neill, sur une pièce de ce dernier représentée en 1924. Suivent quinze autres pièces comme producteur, dont Outside Looking In (en) de Maxwell Anderson (1925, avec Charles Bickford et James Cagney), Le Grand Dieu Brown (en) d'Eugene O'Neill (1926, avec Robert Keith et Ann Shoemaker), La Nuit des rois de William Shakespeare (1930, avec Jane Cowl et Walter Kingsford) et Springtime for Henry de Benn W. Levy (sa dernière production théâtrale, 1931-1932, avec Leslie Banks et Frieda Inescort).
De plus, toujours à Broadway, il est metteur en scène de deux pièces, jouées en 1924 et 1926.
Puis, installé à Hollywood, il devient producteur de cinéma (souvent associé) à l'occasion de Penguin Pool Murder de George Archainbaud (1932, avec Edna May Oliver et Robert Armstrong). Parmi ses quarante-sept autres films américains à ce poste (pour la RKO puis la Fox principalement), citons Les Quatre Filles du docteur March de George Cukor (1933, avec Katharine Hepburn et Joan Bennett), Becky Sharp de Rouben Mamoulian (1935, avec Miriam Hopkins et Frances Dee), Vers sa destinée de John Ford (1939, avec Henry Fonda et Alice Brady), Chasse à l'homme de Fritz Lang (1941, avec Walter Pidgeon et Joan Bennett), ou encore Lifeboat d'Alfred Hitchcock (son avant-dernière production, 1944, avec Tallulah Bankhead et William Bendix).
Mentionnons aussi le court métrage musical La Cucaracha de Lloyd Corrigan (1934, avec Steffi Duna et Don Alvarado) — tourné en Technicolor, comme Becky Sharp précité — qui lui permet de gagner l'Oscar du meilleur court métrage en prises de vues réelles.
Le dernier film que Kenneth Macgowan produit (pour la Paramount) est Easy Come, Easy Go (en) de John Farrow (avec Barry Fitzgerald et Diana Lynn), sorti en 1947. La même année, il crée un département théâtre à l'Université de Californie à Los Angeles (UCLA).

## Théâtre à Broadway (intégrale)

### Producteur
- 1924 : Enchaînés (Welded) d'Eugene O'Neill
- 1925 : Outside Looking In de Maxwell Anderson
- 1925 : Amour pour amour (Love for Love) de William Congreve
- 1925 : La Dernière Nuit de Don Juan (Last Night of Don Juan) d'Edmond Rostand, adaptation de Sidney Howard
- 1925 : Le Pèlerin (The Pilgrimage) de Charles Vildrac, adaptation de Sigourney Thayer
- 1925-1926 : La Fontaine (The Fountain) d'Eugene O'Neill
- 1926 : Le Grand Dieu Brown (The Great God Brown) d'Eugene O'Neill
- 1927 : The Marquise de Noël Coward, mise en scène de David Burton
- 1928 : These Modern Women de Lawrence Langner, mise en scène de Rouben Mamoulian
- 1928-1929 : Young Love de Samson Raphaelson, mise en scène de George Cukor
- 1930 : Children of Darkness d'Edwin Justus Mayer
- 1930 : La Nuit des rois, ou Ce que vous voudrez (Twelfth Night, or What You Will) de William Shakespeare
- 1930 : Art and Mrs. Bottle de Benn W. Levy
- 1931 : Lean Harvest de Ronald Jeans, mise en scène de Leslie Banks
- 1931 : The Lady with a Lamp de Reginald Berkeley (en), mise en scène de Leslie Banks
- 1931-1932 : Springtime for Henry de Benn W. Levy

### Metteur en scène
- 1924 : Tous les enfants du Bon Dieu ont des ailes (All God's Chillun Got Wings) d'Eugene O'Neill
- 1926 : God Loves Us de J. P. McEvoy

## Filmographie partielle

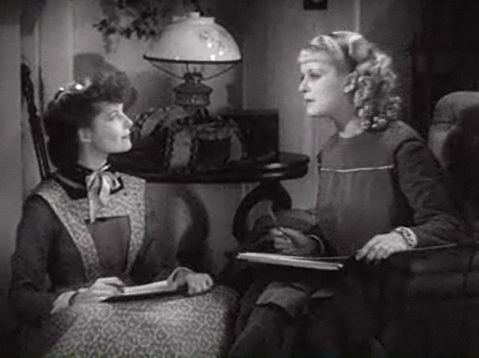
Les Quatre Filles du docteur March (1933), avec Katharine Hepburn (à g.) et Joan Bennett

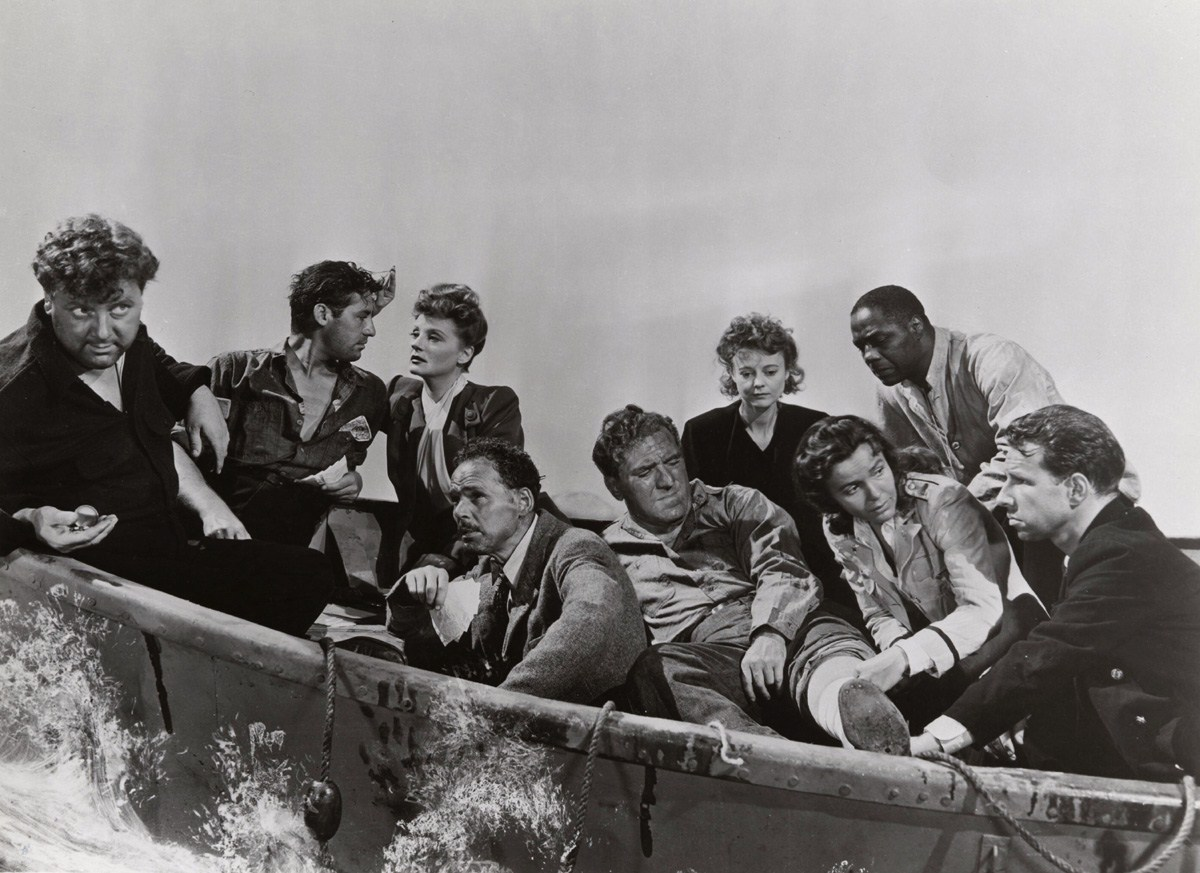
Lifeboat (1944), avec Walter Slezak, John Hodiak, Tallulah Bankhead, Henry Hull, William Bendix, Heather Angel, Mary Anderson, Canada Lee et Hume Cronyn (de g. à d., photo promotionnelle)

- 1932 : Un meurtre chez les pingouins (Penguin Pool Murder) de George Archainbaud
- 1933 : Topaze d'Harry d'Abbadie d'Arrast
- 1933 : Idylle sous les toits (Rafter Romance) de William A. Seiter
- 1933 : Les Quatre Filles du docteur March (Little Women) de George Cukor
- 1933 : La Femme aux gardénias (Double Harness) de John Cromwell
- 1934 : Miss Carrott (Anne of Green Gables) de George Nichols Jr.
- 1934 : La Cucaracha de Lloyd Corrigan (court métrage)
- 1935 : Becky Sharp de Rouben Mamoulian
- 1935 : Le Retour de Peter Grimm (The Return of Peter Grimm) de George Nichols Jr. et Victor Schertzinger
- 1936 : Le Chant des cloches (Sins of Man) d'Otto Brower et Gregory Ratoff
- 1936 : Le Pacte (Lloyd's of London) d'Henry King
- 1937 : Sa dernière chance (This Is My Affair) de William A. Seiter
- 1938 : L'Incendie de Chicago (In Old Chicago) d'Henry King
- 1938 : Quatre Hommes et une prière (Four Men and a Prayer) de John Ford
- 1938 : Le Proscrit (Kidnapped) d'Alfred L. Werker et Otto Preminger
- 1939 : Susannah (Susannah of the Mounties) de William A. Seiter et Walter Lang
- 1939 : Stanley et Livingstone (Stanley and Livingstone) d'Henry King et Otto Brower
- 1939 : Et la parole fut (The Story of Alexander Graham Bell) d'Irving Cummings
- 1939 : Vers sa destinée (Young Mr. Lincoln) de John Ford
- 1940 : Adieu Broadway (Tin Pan Alley) de Walter Lang
- 1940 : L'Odyssée des Mormons (Brigham Young) d'Henry Hathaway
- 1940 : Le Retour de Frank James (The Return of Frank James) de Fritz Lang
- 1940 : La Rançon de la gloire (Star Dust) de Walter Lang
- 1941 : La Reine des rebelles (Belle Star) d'Irving Cummings
- 1941 : Chasse à l'homme (Man Hunt) de Fritz Lang
- 1941 : Les Trappeurs de l'Hudson (Hudson's Bay) d'Irving Pichel
- 1943 : Jane Eyre de Robert Stevenson
- 1944 : Lifeboat d'Alfred Hitchcock
- 1947 : Easy Come, Easy Go de John Farrow

## Récompense
- 1935 : Oscar du meilleur court métrage en prises de vues réelles, catégorie comédie, pour La Cucaracha.